# Лозоватка (Голованевский район)
Лозова́тка (укр. Лозуватка) — село в Новоархангельской поселковой общине Голованевского района Кировоградской области Украины.
До 2020 года входило в Новоархангельский район.
Почтовый индекс — 26100. Телефонный код — 255. Код КОАТУУ — 3523655103.